# Rhode Island durant la guerre de Sécession
L'État du Rhode Island pendant la guerre de Sécession, comme avec l'ensemble de la Nouvelle-Angleterre, reste fidèle à l'Union. Rhode Island fournit 25 236 combattants à l'armée de l'Union, dont 1 685 mourront. Sur le front intérieur, le Rhode Island, avec les autres États du Nord, utilise sa capacité industrielle pour l'approvisionnement de l'armée de l'Union avec les matériaux dont il a besoin pour gagner la guerre. Le Rhode Island poursuit sa croissance et sa modernisation conduit à la création d'un système de transport en commun urbain, et améliore la santé et les programmes d'assainissement.

## Rhode Island pendant la guerre

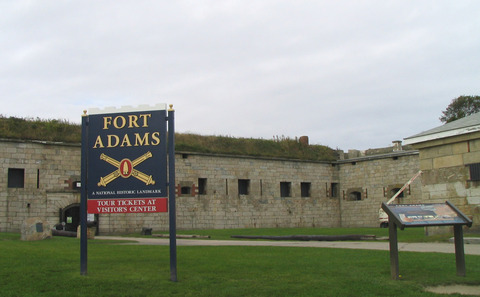
Fort Adams

Pendant la guerre, le fort Adams près de Newport est utilisé de manière temporaire comme académie navale des États-Unis. En mai 1861, l'académie est déplacé d'Annapolis, dans le Maryland à Newport, en raison d'inquiétudes sur les sympathies politiques des habitants du Maryland, dont beaucoup sont soupçonnés d'être des partisans des États confédérés d'Amérique. En septembre, l'académie part dans l'hôtel d'Atlantic House de Newport et y reste pour le reste de la guerre.
En 1862, le fort Adams accueille le quartier général et le centre de recrutement du 15th U.S. Infantry Regiment. Ce régiment, ainsi que plusieurs autres, ont une organisation dans laquelle le régiment trois bataillons de huit compagnies. Le 3rd Battalion du 15th Infantry est organisé dans le fort en mars 1864.
L'USS Rhode Island est bateau à vapeur à roue latérale, entre en service en 1861 pour la marine de l'Union. Il sert à intercepter les coureurs de blocus dans les Antilles, et plus tard, au sein du South Atlantic Blockading Squadron.

## Leaders notables du Rhode Island

### Politiques

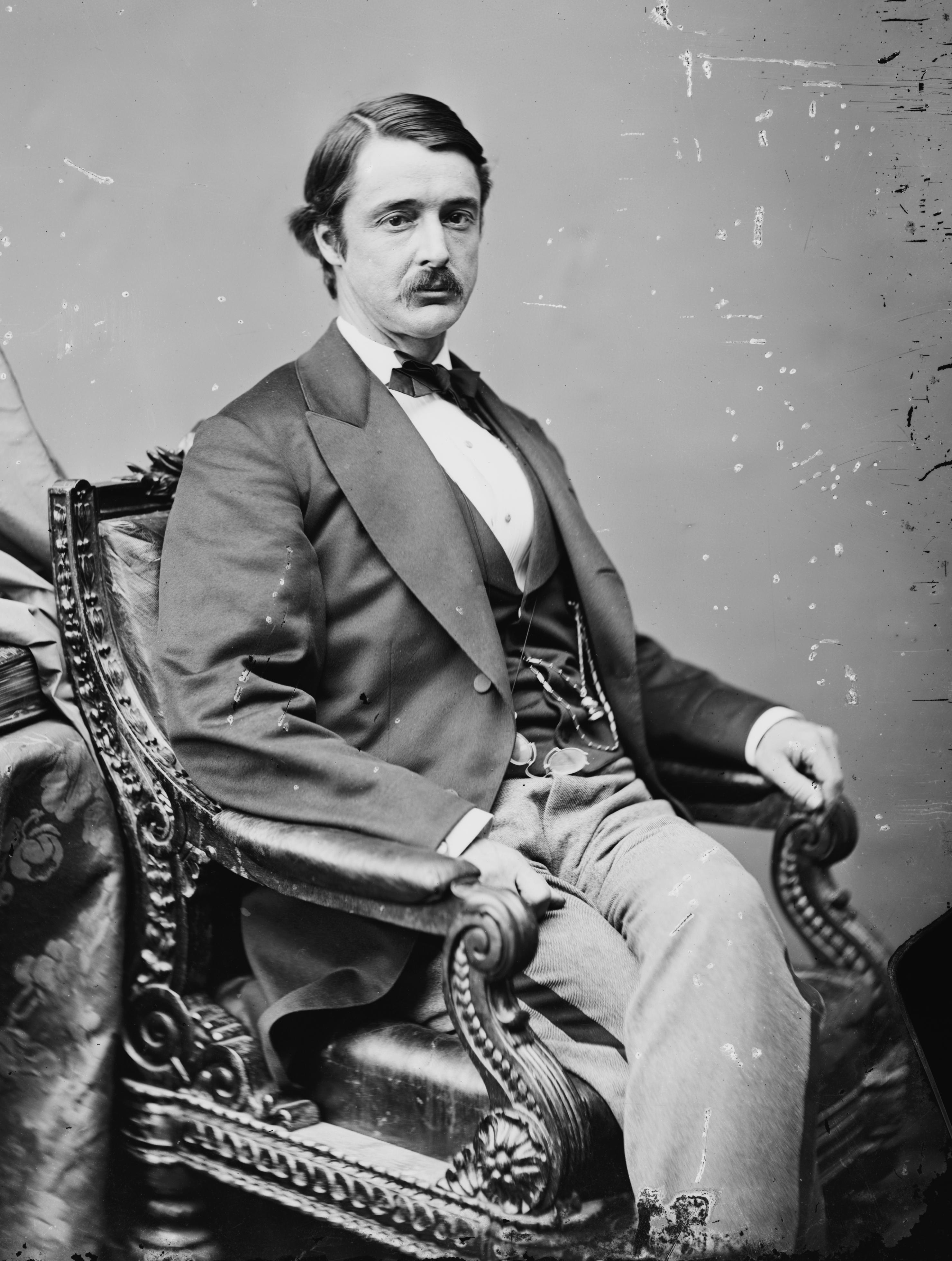
Gouv. / Sen William Sprague

Le sénateur américain Henry B. Anthony, ancien gouverneur né à Coventry, est un propriétaire de journal puissant et ardent défenseur de la politique du président Lincoln pendant la guerre de Sécession. L'autre sénateur du Rhode Island, Samuel G. Arnold de Providence, est aussi un républicain ; il sert dans l'armée de l'Union jusqu'en 1862, quand il est élu pour combler le poste laissé vacant par la démission de James F. Simmons.
Le gouverneur du Rhode Island du début de la guerre, William Sprague, accompagne un détachement de troupes de l'État lors de la première bataille de Bull Run, le 21 juillet 1861. Il refuse une commission de brigadier général et reste à son poste. En 1862, il assiste à la conférence de gouverneurs loyaux de la guerre à Altoona, Pennsylvanie, qui, à terme se range à la proclamation d'Émancipation de Lincoln et à l'effort de guerre de l'Union. Après avoir échoué à être réélu en tant que gouverneur, il est élu sénateur des États-Unis pour remplacer Arnold, prenant ses fonctions en 1863, et servant lors de la Reconstruction. Pendant la guerre, Sprague épouse Kate Chase, fille du secrétaire au Trésor Salmon P. Chase.
Le 4 mars 1863, Sprague devenu sénateur américain est remplacé comme gouverneur par l'homme d'affaires important, et lieutenant-gouverneur William C. Cozzens. Cozzens quitte ses fonctions en mai, lorsqu'il est remplacé par le gouverneur James Y. Smith, qui dirige le Rhode Island pendant les deux dernières années de la guerre.

### Armée de l'Union

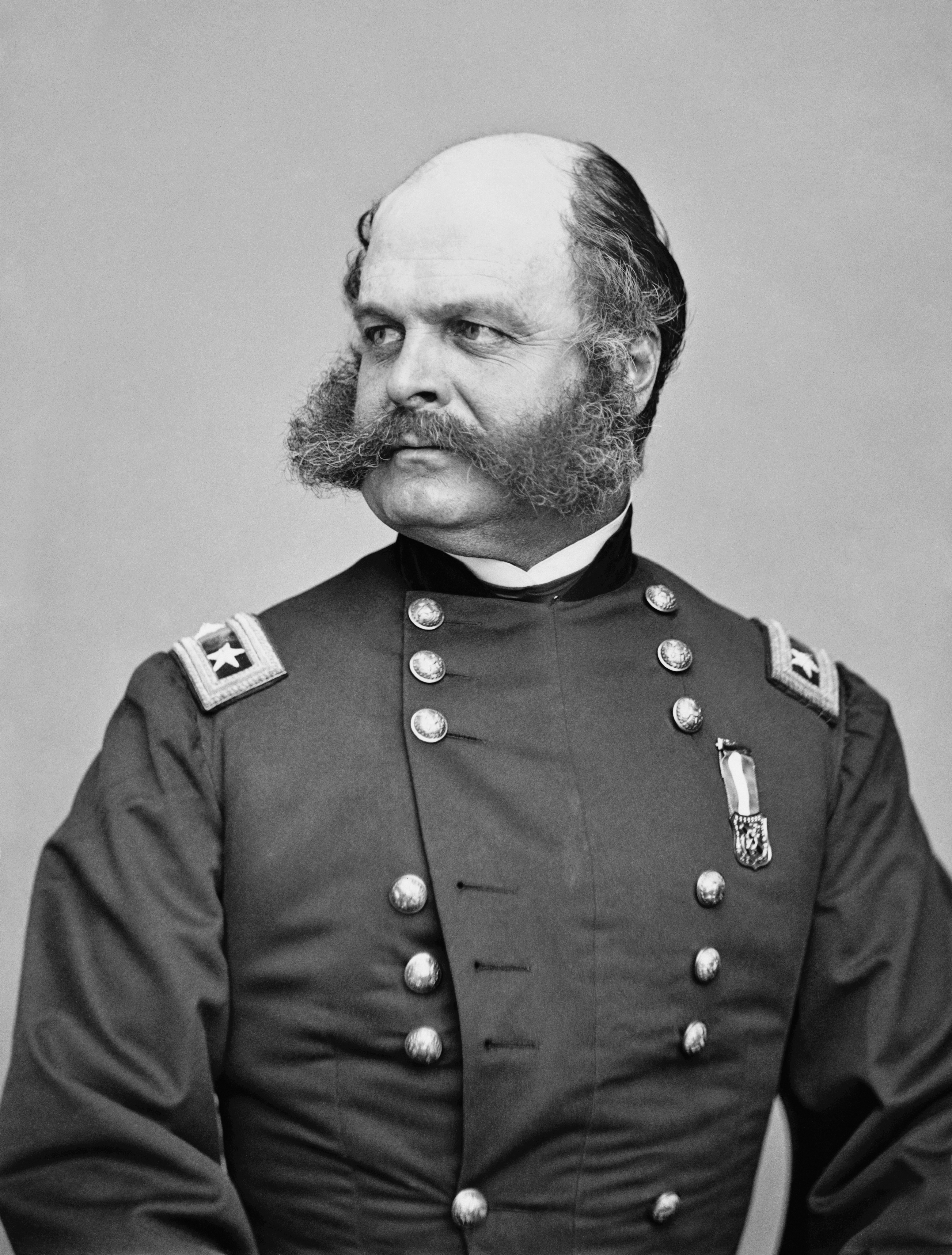
Ambrose Burnside

Le major général Ambrose Burnside, un fabricant d'armées avant la guerre de sécession, homme politique et général de la milice de l'État du Rhode Island, est peut-être l'officier de l'armée le plus influent du Rhode Island. Il a le commandement de l'armée du Potomac avant sa désastreuse défaite à la bataille de Fredericksburg, en décembre 1862. Plus tard, il commande le département de l'Ohio ainsi que du IXe corps. Il termine son activité sur le champ de bataille pendant le siège de Petersburg avec un autre fiasco pour lequel il prend le blâme, la bataille du Cratère.
Le major général Silas Casey d'East Greenwich, commande une division de l'armée du Potomac au cours de la campagne de la Péninsule de 1862 qui subit de lourdes pertes lors de la bataille de Seven Pines face à la brigade de George Pickett. Il écrit les trois volumes des System of Infantry Tactics, y compris les Infantry Tactics volumes I et II, publiés en août 1862 et Infantry Tactics for Colored Troops, publié en mars 1863. Les manuels sont utilisés par les deux camps pendant la guerre de Sécession,.
Isaac P. Rodman commande la 3e division du IXe corps pendant la campagne du Maryland. Il dirige les efforts pour prendre Turner's Gap au cours de la bataille de South Mountain, en septembre 1862. Quelques jours plus tard, il est mortellement blessé à Antietam se défendant contre une contre-attaque des confédérés sous les ordres d'A. P. Hill.
Le brigadier général Richard Arnold, le fils du gouverneur du Rhode Island et membre du congrès des États-Unis Lemuel Arnold, est le chef de l'artillerie pour le département du Golfe. Ses canons permettent de forcer la reddition de deux importantes villes confédérées - Mobile, en Alabama, et Port Hudson, en Louisiane.
Zenas Bliss de Johnston mène une brigade d'infanterie du IX corps pendant le siège de Petersburg. Après la guerre, il est récipiendaire de la médaille d'honneur pour acte de bravoure, à Fredericksburg. Un autre officier qui a fait une importante contribution est George S. Greene d'Apponaug, fer de lance de la défense du flanc droit de l'Union à Culp's Hill au cours de la bataille de Gettysburg, en juillet 1863. À la fin de la guerre, Greene commande la 3e brigade de la 3e division d'Absalom Baird du XIVe corps, et participe à la capture de Raleigh et à la poursuite de l'armée du général Joseph E. Johnston jusqu'à sa reddition.
Le brigadier général Thomas W. Sherman de Newport commande les défenses de la Nouvelle-Orléans avant de prendre le commandement d'une division dans l'armée du major général Nathaniel P. Banks, qu'il dirige lors de l'action au siège de Port Hudson, où il est gravement blessé, conduisant à l'amputation de sa jambe et à son affectation dans un service administratif pour le reste de la guerre. Frank Wheaton de Providence dirige une brigade puis une division de l'armée du Potomac, participant aux combats dans un certain nombre de grandes actions, y compris la campagne de l'Overland et le siège de Petersburg. Ses hommes sont envoyés précipitamment par train jusqu'à Washington, à temps pour les aider à repousser le raid de Jubal Early sur la capitale à l'été 1864.

### Marine de l'Union

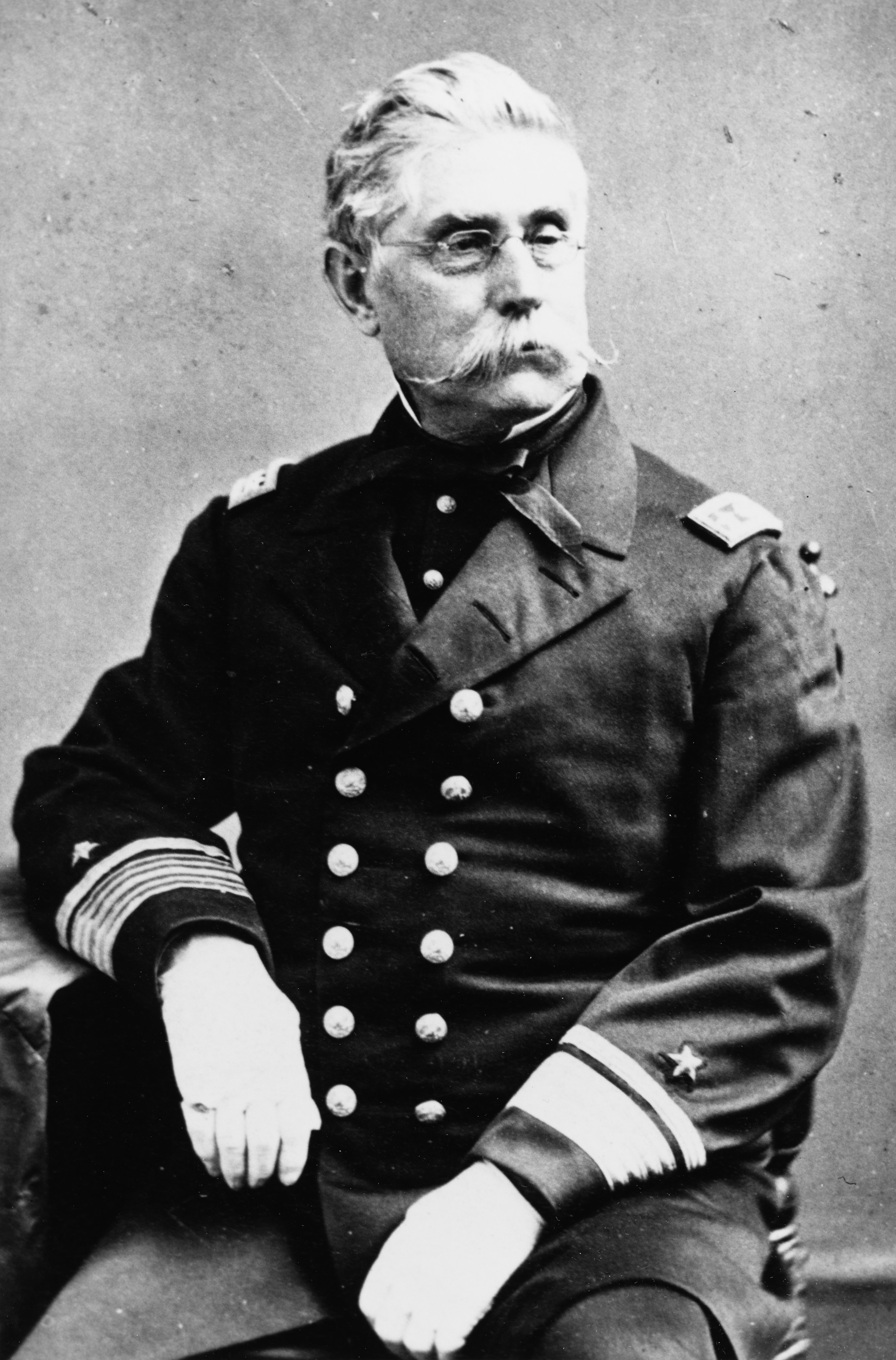
W. R. Taylor

William Rogers Taylor est capitaine de la flotte du South Atlantic Blockading Squadron en 1863. Il participe à des attaques contre les fortifications confédérés protégeant Charleston, en Caroline du Sud. Puis, il commande le sloop à vapeur Juniata en 1864-65 et prend part aux opérations qui aboutissent à la capture de fort Fisher, en Caroline du Nord.